# الكسندر مارشال (سياسي)
الكسندر مارشال (بالإنجليزية: Alexander Marshall)‏ هو سياسي أسترالي، ولد في 11 يوليو 1881، وتوفي في 18 نوفمبر 1966. حزبياً، نشط في Liberal Party (Australia, 1909) ‏. وقد انتخب عضو مجلس نواب تسمانيا.